# The Internet's Own Boy: The Story of Aaron Swartz
The Internet's Own Boy: The Story of Aaron Swartz és un documental biogràfic nord-americà del 2014 sobre Aaron Swartz escrit, dirigit i produït per Brian Knappenberger. La pel·lícula es va estrenar a la categoria de programa de la competició documental dels EUA al Festival de Cinema de Sundance 2014 el 20 de gener de 2014.
Després de la seva estrena a Sundance, Participant Media i FilmBuff van adquirir els drets de distribució de la pel·lícula. La pel·lícula es va estrenar als cinemes i VOD el 27 de juny de 2014 als Estats Units. I va ser seguit per una estrena televisiva a la cadena de Participant Pivot a finals de l'any 2014.
La pel·lícula també es va mostrar al festival de cinema SXSW el 15 de març de 2014, i també va servir com a pel·lícula d'obertura al Festival Internacional de Documentals del Canada Hot Docs el 24 d'abril de 2014.
L'estrena de la pel·lícula al Regne Unit va tenir lloc al Sheffield Doc/Fest el juny de 2014 i va guanyar el premi Sheffield Youth Jury Award aquell any. L'agost de 2014, la pel·lícula es va projectar al Barbican Centre de Londres com a part de Wikimania 2014. La BBC va emetre la pel·lícula el gener de 2015 com a part de la seva marca documental Storyville. També es va publicar a Internet amb una llicència Creative Commons BY-NC-SA 4.0 i es pot descarregar lliurement a Internet Archive.

## Sinopsi
La pel·lícula descriu la vida del programador informàtic, escriptor, organitzador polític i activista d'Internet nord-americà Aaron Swartz, i al començament i al final de la pel·lícula es mostren imatges de Swartz quan era nen. La pel·lícula està narrada per personatges de la vida de Swartz, inclosos els seus pares, germans, parelles i companys de feina, els quals expliquen els diversos episodis, desafiaments i persecucions que Aaron patí al llarg de la seva vida d'activista per la cultura i el coneixement lliure.

## Recepció
La pel·lícula va rebre una resposta positiva de la crítica. L'agregador de ressenyes Rotten Tomatoes atorgà a la pel·lícula una puntuació del 93% basada en les crítiques de 57 crítics, amb una puntuació mitjana de 7,3/10.
Geoffrey Berkshire a la seva ressenya per a Variety la va descriure com "un retrat fascinant de la vida i les conviccions polítiques d'un nen geni d'Internet, que es van veure truncades pel seu suïcidi a principis de 2013". John DeFore de The Hollywood Reporter va donar a la pel·lícula una crítica positiva i va dir que era un "excel·lent relat amigable per als novells d'una història que va sacsejar els coneixements de la web". Katherine Kilkenny d'⁣Indiewire va dir que "The Internet's Own Boy aspira a provocar Capitol Hill educant els seus espectadors perquè inspirin preguntes. Preguntes per als líders venerats a Silicon Valley, i per a un govern les restriccions d'Internet s'han aplicat amb un martell, com diu una font de la pel·lícula, en lloc d'un bisturí". A la seva ressenya per The Daily Telegraph, Amber Wilkinson va donar a la pel·lícula tres estrelles de cinc i va dir que "la pel·lícula de Knappenberger és un rellotge pesat, principalment utilitzant caps parlants i imatges de Swartz abans de la seva mort per explicar una història que arriba a qüestionar l'estat de les llibertats civils als EUA".
El desembre de 2014 la pel·lícula va ser inclosa entre 15 pel·lícules en una "llista curta" per avançar a una ronda de votacions per al llargmetratge documental als 87è Premis de l'Acadèmia però no va avançar a una nominació. Més tard, la pel·lícula va guanyar el premi al millor guió documental del Writers Guild of America.